# Houtouwan

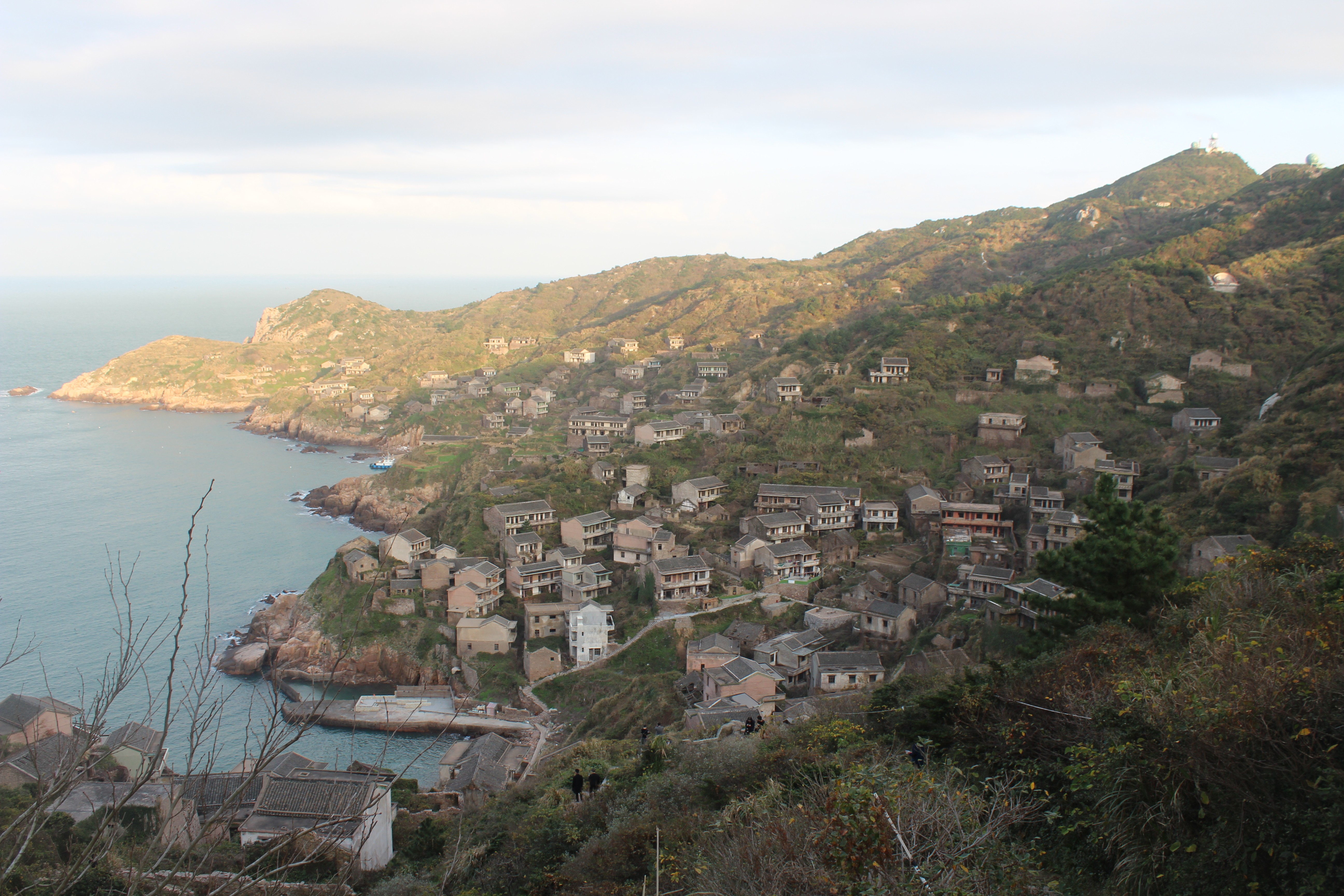
Houtouwan in der Abenddämmerung, Dezember 2018

Houtouwan (Chinesisch: 后头湾; pinyin: Hòutóuwān) ist ein fast verlassenes chinesisches Fischerdorf auf der Nordseite der Insel Shengshan (Chinesisch: 嵊 山 岛; pinyin: Shèngshān dǎo), im Kreis Shengsi, einer Kette von 400 Inseln, 40 Meilen östlich von Shanghai, China.
In Houtouwan lebten bis zu 2.000 Fischer und ihre Familien in mehr als 500 Häusern. Das Dorf wurde in den 1990er Jahren verlassen und wird seitdem wieder von der Natur überwuchert, was es zu einem beliebten Touristenziel in der Region macht. 2018 lebten nur noch wenige Menschen in dem Ort. Gründe für die fast vollständige Aufgabe des Dorfes sind Probleme mit der Bildung und der Lieferung von Lebensmitteln.